# Springtouw

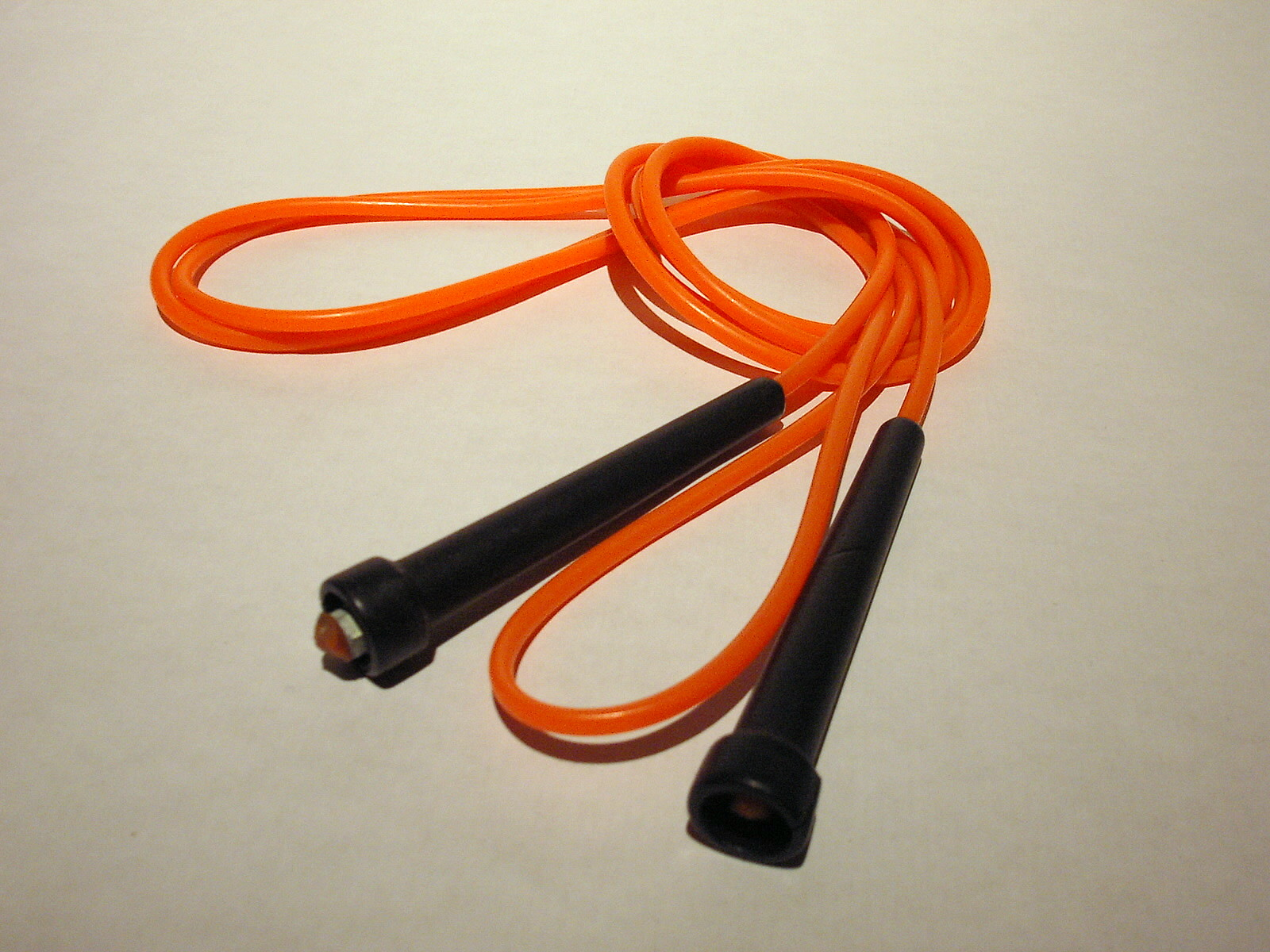
Springtouw met handvatten

Een springtouw is een stuk touw of kunststofdraad van zo'n 1,5 meter lengte of langer, dat kan worden rondgedraaid, waarna iemand steeds over het touw kan springen zonder dat het touw de voeten raakt. Hierbij zijn er twee mogelijkheden: de springer houdt zelf de beide uiteinden van het touw beet — deze methode werd vroeger veel gebruikt als conditietraining bij het boksen — of anderen houden het touw vast: twee mensen houden elk uiteinde vast en draaien het rond, of één uiteinde wordt aan een boom of iets dergelijks bevestigd en het andere uiteinde door één iemand vastgehouden en rondgedraaid.
Touwspringen is een echte sport en wordt in competitieverband 'Rope-skipping' genoemd. De sport is zeer intensief.

## Handvatten
Een simpel springtouw is alleen een stuk touw of een kunststofdraad. Moderne uitvoeringen hebben aan beide zijden een handvat zodat het touw gemakkelijker kan worden vastgehouden. Sommige hebben ook een teller of muziekje in het handvat zitten, de handvatten kunnen ook met ribbels voorgevormd zijn naar de vingers.

## Touw
Het touw wordt soms in het midden verzwaard met een knoop. Sommige touwen hebben in het midden een verdikking. Om het midden als oriëntatiepunt ten behoeve van het inspringen te markeren wordt er bij lange touwen ook wel een doekje of lintje bevestigd aan dit midden.
Modernere touwen van plastic hebben vaak geen verdikkingen in het midden.